# Twinkle, twinkle, little star
A Twinkle, twinkle, little star egy népszerű angol bölcsődal. A szövege Jane Taylor  (1783–1824) angol költő The Star című verse, melyet 1806-ban a Rhymes for the Nursery című versgyűjteményében adtak ki. A dallama megegyezik a francia Ah! vous dirai-je, maman gyerekdal (magyar változata: Hull a pelyhes fehér hó) dallamával, melyet 1761-ben publikáltak először. A szöveg és a dallam együtt először 1838-ban a The Singing Master: First Class Tune Book kiadványban jelent meg.

## Szövege
A dal szövege Jane Taylor angol költő The Star című verse, mely 1806-ban a Rhymes for the Nursery című versgyűjteményében jelent meg.
| Twinkle, twinkle, little star, How I wonder what you are! Up above the world so high, Like a diamond in the sky. When the blazing sun is gone, When he nothing shines upon, Then you show your little light, Twinkle, twinkle, all the night. Then the traveller in the dark Thanks you for your tiny spark; He could not see where to go, If you did not twinkle so. | In the dark blue sky you keep, And often through my curtains peep, For you never shut your eye Till the sun is in the sky. As your bright and tiny spark Lights the traveller in the dark, Though I know not what you are, Twinkle, twinkle, little star. |

Ugyan a vers öt versszakos, általában csak az elsőt ismerik és azt éneklik.

## Szövegváltozat

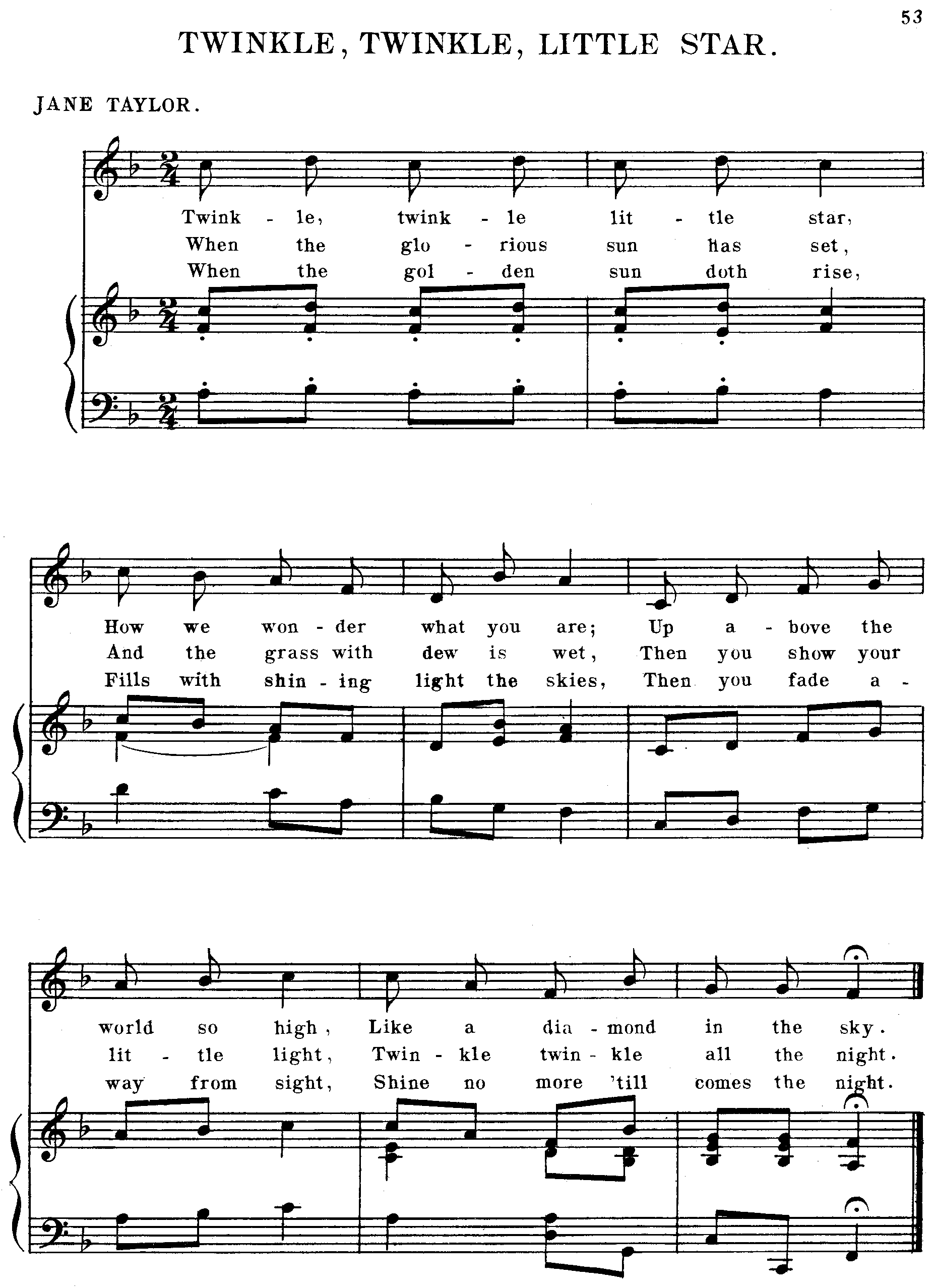
sheet music from Song Stories for the Kindergarten

Mildred J. Hill szövegváltozata 1896-ban jelent meg a Song Stories for the Kindergarten kiadványban.
Twinkle, twinkle, little star,

How we wonder what you are.

Up above the world so high,

Like a diamond in the sky.

When the glorious sun has set,

And the grass with dew is wet,

Then you show your little light,

Twinkle, twinkle, all the night.

When the golden sun doth rise,

Fills with shining light the skies,

Then you fade away from sight,

Shine no more 'till comes the night.

## Fordítás
- Ez a szócikk részben vagy egészben  a   Twinkle, Twinkle, Little Star című angol Wikipédia-szócikk ezen változatának fordításán alapul.  Az eredeti cikk szerkesztőit annak laptörténete sorolja fel. Ez a jelzés csupán a megfogalmazás eredetét és a szerzői jogokat jelzi, nem szolgál a cikkben szereplő információk forrásmegjelöléseként.